# Super League 2014 (Cina)
La Chinese Super League 2014 è stata la 55ª edizione della massima competizione calcistica nazionale della Cina, la squadra campione in carica è il Guangzhou Evergrande.

## Squadre e collocazione
| Club             | Allenatore          | Città     | Stadio                                 | Stagione precedente               |
| ---------------- | ------------------- | --------- | -------------------------------------- | --------------------------------- |
| Beijing Guoan    | Gregorio Manzano    | Pechino   | Stadio dei Lavoratori di Pechino       | 3º posto in Chinese Super League  |
| Changchun Yatai  | Svetozar Šapurić    | Changchun | Development Area Stadium               | 14º posto in Chinese Super League |
| Dalian Aerbin    | Ma Lin              | Dalian    | Stadio Jinzhou                         | 5º posto in Chinese Super League  |
| Guangzhou E.     | Marcello Lippi      | Canton    | Stadio di Tianhe                       | Campione di Cina                  |
| Guangzhou R&F    | Sven-Göran Eriksson | Canton    | Yuexiushan Stadium                     | 6º posto in Chinese Super League  |
| Guizhou Renhe    | Gong Lei            | Guiyang   | Guiyang Olympic Sports Center          | 4º posto in Chinese Super League  |
| Hangzhou Lücheng | Yang Ji             | Hangzhou  | Yellow Dragon Sports Center            | 12º posto in Chinese Super League |
| Harbin Yiteng    | Duan Xin            | Harbin    | Harbin ICE Sports Center               | 2º posto in China League One      |
| Henan Jianye     | Tang Yaodong        | Zhengzhou | Zhengzhou Hanghai Stadium              | 1º posto in China League One      |
| Jiangsu Sainty   | Gao Hongbo          | Nanchino  | Centro sportivo olimpico di Nanchino   | 13º posto in Chinese Super League |
| Liaoning         | Gao Sheng           | Shenyang  | Tiexi New District Sports Center       | 10º posto in Chinese Super League |
| Shandong Taishan | Cuca                | Jinan     | Jinan Olympic Sports Luneng Stadium    | 2º posto in Chinese Super League  |
| Shanghai Shenhua | Shen Xiangfu        | Shanghai  | Stadio Hongkou                         | 8º posto in Chinese Super League  |
| Shanghai Shenxin | Cheng Yaodong       | Shanghai  | Yuanshen Sports Centre Stadium         | 7º posto in Chinese Super League  |
| Shanghai Dongya  | Xi Zhikang          | Shanghai  | Stadio di Shanghai                     | 9º posto in Chinese Super League  |
| Tianjin Teda     | Arie Haan           | Tianjin   | Stadio del Centro olimpico di Tientsin | 11º posto in Chinese Super League |

## Classifica
Aggiornata al 2 novembre 2014.
|       | Pos. | Squadra          | Pt | G  | V  | N  | P  | GF | GS | DR  |
| ----- | ---- | ---------------- | -- | -- | -- | -- | -- | -- | -- | --- |
| China | 1.   | Guangzhou E.     | 70 | 30 | 22 | 4  | 4  | 76 | 28 | +48 |
|       | 2.   | Beijing Guoan    | 67 | 30 | 21 | 4  | 5  | 50 | 25 | +25 |
|       | 3.   | Guangzhou R&F    | 57 | 30 | 17 | 6  | 7  | 67 | 39 | +28 |
| [ 1 ] | 4.   | Shandong Taishan | 48 | 30 | 12 | 12 | 6  | 41 | 29 | +12 |
|       | 5.   | Shanghai Dongya  | 48 | 30 | 12 | 12 | 6  | 47 | 39 | +8  |
|       | 6.   | Guizhou Renhe    | 41 | 30 | 11 | 8  | 11 | 33 | 35 | -2  |
|       | 7.   | Tianjin Teda     | 39 | 30 | 10 | 9  | 11 | 41 | 44 | -3  |
|       | 8.   | Jiangsu Sainty   | 37 | 30 | 9  | 10 | 11 | 37 | 45 | -8  |
|       | 9.   | Shanghai Shenhua | 35 | 30 | 8  | 11 | 11 | 33 | 45 | -12 |
|       | 10.  | Liaoning         | 33 | 30 | 8  | 9  | 13 | 33 | 48 | -15 |
|       | 11.  | Shanghai Shenxin | 33 | 30 | 9  | 6  | 15 | 26 | 42 | -16 |
|       | 12.  | Changchun Yatai  | 32 | 30 | 8  | 8  | 14 | 33 | 40 | -7  |
|       | 13.  | Hangzhou Lücheng | 32 | 30 | 8  | 8  | 14 | 43 | 60 | -17 |
|       | 14.  | Henan Jianye     | 30 | 30 | 6  | 12 | 12 | 32 | 39 | -7  |
|       | 15.  | Dalian Aerbin    | 29 | 30 | 6  | 11 | 13 | 32 | 45 | -13 |
|       | 16.  | Harbin Yiteng    | 21 | 30 | 5  | 6  | 19 | 35 | 56 | -21 |

Legenda:

      Campione di Cina e ammessa alla fase a gironi di AFC Champions League 2015

      Ammesso alla fase a gironi di AFC Champions League 2015

      Ammessa al terzo turno preliminare di AFC Champions League 2015

      Ammessa al secondo turno preliminare di AFC Champions League 2015

      Retrocesse in Jia League 2015

Note:
Tre punti a vittoria, uno a pareggio, zero a sconfitta.